# Archiv des Bayerischen Landtags
Das Archiv des Bayerischen Landtags in München ist das Archiv des Landesparlaments des Freistaats Bayern.

## Zweck
Der Bayerische Landtag unterhält gemäß Art. 12 des Bayerischen Archivgesetzes ein eigenes Parlamentsarchiv. Es hat die Aufgabe, das Archivgut des Landtags, seiner Ausschüsse und Gremien sowie des Landtagsamts, seit der Neugründung des Bayerischen Landtags von 1946 zu archivieren. Das Landtagsarchiv befindet sich im Altbau des Maximilianeums.

## Geschichte
Das heutige Archiv des Bayerischen Landtags geht zurück auf das Archiv des durch die Verfassung von 1818 eingesetzten und ab 1819 einberufenen Landtags des Königreiches Bayern mit seinen beiden Kammern, der Kammer der Reichsräte und der Kammer der Abgeordneten. In der NS-Zeit wurde der Bayerische Landtag aufgelöst (1933/34) und die Bestände des Landtagsarchivs im Bayerischen Hauptstaatsarchiv untergebracht. Nach dem Zweiten Weltkrieg und dem Einzug des neuen Landtags in das Maximilianeum wurden die Archivbestände (ohne den Bestand der Kammer der Reichsräte) dorthin an das neu eingerichtete Landtagsarchiv übergeben. Im Jahr 2004 beschloss das Präsidium des Bayerischen Landtags, den Archiv-Altbestand von 1819 bis 1933 an das Bayerische Hauptstaatsarchiv abzugeben. Der Bayerische Landtag unterhält weiter ein eigenes Archiv gemäß Art. 12 des Bayerischen Archivgesetzes. Es umfasst aber nur mehr die Bestände des Bayerischen Landtags seit 1946 und nicht mehr seiner Rechtsvorgänger. Die zweite Kammer des Bayerischen Parlaments, der 1946 gegründete Bayerische Senat, wurde 1999 per Volksentscheid aufgelöst. Das Senatsarchiv wurde daraufhin an das Bayerische Hauptstaatsarchiv abgegeben.

## Leiter des Landtagsarchivs
Bis 1912 unterstand dem Leiter des Landtagsarchivs auch die Landtagsbibliothek.
| Name                      | Amtszeit  |
| ------------------------- | --------- |
| Felix Joseph von Lipowsky | 1819–1837 |
| Georg von Delling         | 1837–1841 |
| Pleikard Stumpf           | 1843–1877 |
| Friedrich von Hertlein    | 1880–1910 |
| Joseph Gabler             | 1910–1933 |
| Karl Friedrich Ströbele   | 1948–1977 |
| Monika Schlichting        | 1977–2004 |
| Hans-Joachim Kretz        | 2004–2005 |
| Markus Nadler             | seit 2006 |